# Solaris (film, 2002)
Vous lisez un « bon article » labellisé en 2015.
Cet article concerne le film de Steven Soderbergh. Pour le film d'Andreï Tarkovski, voir Solaris (film, 1972). Pour les autres significations, voir Solaris.
Pour plus de détails, voir Fiche technique et Distribution.
Solaris est un film américain écrit et réalisé par Steven Soderbergh et sorti en 2002. Le film met notamment en scène les acteurs George Clooney et Natascha McElhone. Il est adapté du roman du même nom de l'écrivain polonais Stanisław Lem, paru en 1961 et déjà adapté sous le même titre en 1968 par Lidia Ichimbaïeva (ru) et Boris Nirenbourg (Solaris, téléfilm soviétique) ; et en 1972 par Andreï Tarkovski (Solaris, film soviétique). La version de Tarkovski obtient le Grand prix au Festival de Cannes la même année.
Pendant plusieurs années, James Cameron avait l'intention d'en signer la réalisation mais, pris par de nombreux autres projets, il se résout à en confier la réalisation à Steven Soderbergh, bien qu'il continue à y veiller en assurant la production. Le scénario est alors entièrement retravaillé par Steven Soderbergh. La musique, largement reconnue pour ses qualités méditatives et intimistes, est signée par le compositeur Cliff Martinez. Le film a reçu un accueil mitigé du public, désorienté par ce qu'il pensait être un film de science-fiction classique, alors que celui-ci est avant tout un drame, plus précisément un drame psychologique.
Solaris raconte l'histoire du psychologue Chris Kelvin, envoyé à bord d'une station spatiale tournant autour de l'étrange planète Solaris et qui voit réapparaître sa femme, pourtant décédée quelques années plus tôt. Il se trouve alors confronté à sa culpabilité, se sentant responsable du suicide de celle-ci, et assimile cette réapparition à une seconde chance que le destin lui donne.
Fortement influencé par 2001, l'Odyssée de l'espace de Stanley Kubrick et les questionnements de mythes anciens comme le mythe d'Orphée et Eurydice, le film est décrit comme un « lent psychodrame méditatif » ayant pour objet la mémoire, la culpabilité et la rédemption.

## Synopsis
Dans un futur indéterminé mais proche, Chris Kelvin (George Clooney) est un psychologue menant une morne vie. Alors qu'il se blesse au doigt en cuisinant, deux employés de la DBA (l'agence spatiale qui a succédé à la NASA) lui apportent un message vidéo d'un de ses amis, Gibarian (Ulrich Tukur). Celui-ci, parti en observateur dans la station Prometheus orbitant autour de la planète-océan Solaris, lui lance un appel de détresse. Mais il reste mystérieux quant à la teneur de ses problèmes, annonçant : « J'imagine que la solution la plus évidente consisterait à partir mais aucun d'entre nous n'en a envie. » Dans la mesure où il s’agit du dernier message de l'équipage à être parvenu sur Terre, les autorités fondent beaucoup d'espoir dans l'envoi de Chris, d'autant plus qu'une équipe de secours a déjà été envoyée sur la station et n'a plus donné de nouvelles depuis.
Le psychologue se rend donc à son tour sur la station. À son arrivée, il est confronté à divers incidents inquiétants, des traces de sang sur les murs et le sol, la découverte de deux cadavres dont celui de Gibarian, des cris et des bruits étranges, la présence incongrue d'un enfant dans les coursives de la station… Chris découvre qu'il ne reste que deux survivants, Snow (Jeremy Davies), l'informaticien du bord, et Gordon (Viola Davis), une physicienne employée de la DBA en mission pour évaluer le potentiel économique de la planète Solaris. Bien que réagissant différemment, tous deux montrent un esprit tourmenté par un mal étrange. Chris ne parvient pas à leur soutirer d'informations significatives sur ce qui se passe. Gordon ne fait qu'une description froide et médicale des syndromes qui la frappent (« État dépressif, accompagné d'accès hypomaniaque, insomnie ») mais ne révèle rien de leurs causes. Snow, bien que plus accessible, demeure tout aussi énigmatique : « Je pourrais vous dire ce qu'il se passe mais ça ne vous dirait pas vraiment ce qu'il se passe ». Il informe cependant Chris que Gibarian s'est suicidé et que l'enfant aperçu précédemment est le fils de ce dernier, ce qui est en principe impossible, celui-ci étant resté sur Terre. Snow conseille qu'il ne faut pas s'endormir.
Pourtant Chris s'en va aller se coucher et s'endort. Le premier des flashbacks qui émaillent le film a lieu. Il se remémore dans son songe de sa toute première rencontre avec sa défunte épouse, Rheya (Natascha McElhone). Celle-ci a lieu alors qu'il parlait avec Gibarian, qui annonce justement être sur le départ pour Solaris. À son réveil, Chris est confronté au mystère de la station lorsque Rheya lui apparaît en chair et en os, allongée à côté de lui sur le lit où il vient de dormir. Passé la stupéfaction initiale, il décide aussitôt de l'éliminer en la projetant dans l'espace à l'aide d'une capsule de secours. Après cet épisode, il reconnaît devant Snow que ce « visiteur » ressemblait à sa femme mais que ça peut pas être elle puisque celle-ci est morte sur Terre.
La seconde nuit de sommeil est l'occasion d'un autre flashback narrant les premiers temps de sa fréquentation amoureuse avec Rheya. Celle-ci y apparaît indécise dans la suite de sa relation avec Chris et, par ailleurs, fragile psychologiquement, notamment lorsqu'elle raconte sa vie avec sa mère dont elle dit qu'elle était « cliniquement folle ». À son réveil, Chris découvre de nouveau Rheya à ses côtés et lui avoue : « Je ne sais pas comment tu es venue. » Elle répond : « Je ne suis pas celle dont je me souviens. » Les souvenirs, sous forme d'un autre flashback, remontent à l'esprit de la jeune femme : sa grossesse, sa décision d'avorter, les souffrances au sein de leur couple liées à son caractère dépressif, puis son suicide…
Lors d'une réunion entre les quatre occupants de la station, Gordon explique que Rheya est en fait une création de Solaris s'appuyant sur les souvenirs de Chris : « Elle n'est pas humaine ! », s'exclame-t-elle, « C'est une copie, un trompe-l'œil qui vous fait le coup du revenez-y ! ». Elle propose de la détruire à l'aide d'un faisceau qui rendrait son retour impossible. Chris refuse.
Il s'endort de nouveau. Cette fois, c'est Gibarian qui lui apparaît. La scène se déroule dans la station, si bien qu'on ne sait pas vraiment si Chris dort ou s'il est éveillé :
- Chris : « Mais enfin, qu'est-ce que Solaris veut de nous ? »
- Gibarian : « Il n'y a pas de réponse. Il n'y a que des choix. »

De son côté, Rheya profite de ce sommeil pour tenter de se suicider en avalant de l'oxygène liquide. Néanmoins, sa blessure se cicatrise sous les yeux incrédules de Chris, Gordon et Snow, prouvant le caractère non humain de l'entité. « Je n'arrive jamais à m'y faire, lance Gordon. À ces résurrections. »
Gordon explique alors à Chris que le seul moyen de faire définitivement disparaître une entité consiste à la bombarder « d'anti-bosons de Higgs », ce qu'elle affirme avoir testé sur la sienne. Rheya abonde dans son sens car elle a compris n'être qu'une image vivante envoyée par la planète. Mais la raison de Chris a vacillé. Refusant encore, il s'enferme dans sa cabine avec Rheya. Là, il finit par de nouveau s'endormir. À son réveil, il découvre que Rheya a demandé à Gordon de la désintégrer. Cette scène est entrecoupée de flashbacks narrant la découverte par Chris de Rheya lors de son suicide.
Cela fait, Gordon annonce qu'elle quitte la station et invite Chris à la suivre. C'est à ce moment précis que Chris découvre le corps de Snow, conservé dans le plafond de la chambre froide. Gordon et lui comprennent que Snow n'est qu'une entité qui avait pris la place de « son » humain en le tuant. Les deux personnages s'apprêtent à l'éliminer mais l'entité les informe que l'utilisation par Gordon de la « machine à anti-bosons » afin de désintégrer les autres entités a fait acquérir à Solaris « de la masse de façon exponentielle », attirant inexorablement la station vers elle. Par ailleurs, cette dernière a épuisé toutes ses réserves de carburant. Ils n'ont d'autre choix que de s'enfuir sans attendre vers la Terre, à bord de la navette avec laquelle Chris est arrivé.
L'heure du départ a sonné, Gordon et Chris doivent partir en laissant la planète ainsi que l'entité Snow derrière eux. Pourtant, au dernier instant, Chris choisit ; ne pouvant se résoudre à abandonner Rheya, il laisse partir Gordon seule et reste sur la station. Cette dernière commence à se désintégrer sous l'effet de l'attraction de Solaris. Se produit alors un retour brutal sur Terre. Dans sa cuisine, la scène où Chris passe son doigt blessé sous l'eau se répète. Mais cette fois, la blessure disparaît comme par magie, à l'image de ce qui s'était passé précédemment pour Rheya, mutilée par l'oxygène liquide. On peut dès lors comprendre qu'il est devenu lui-même une de ces entités.
Les dernières images du film se situent sur Terre, dans une réplique de l'appartement de Chris. Elles mettent en scène le dernier dialogue entre Chris et Rheya :
- Chris : « Je suis vivant ou je suis mort ? »
- Rheya : « On n'a plus à penser en ces termes-là. On est ensemble. Tout ce que nous avons fait est pardonné ».

## Principaux personnages
- Chris Kelvin (joué par George Clooney) est psychologue et veuf. Il porte la culpabilité du suicide de sa femme, Rheya, quelques années auparavant[1]. On peut supposer que c'est cette forte culpabilité qui fera que Solaris « choisit » d'envoyer l'entité Rheya à Chris. Après quelques résistances (il « tuera » la première apparition), Chris choisit de rester avec elle jusqu'à la destruction finale de la station spatiale Prometheus.
- Rheya (jouée par Natascha McElhone) est la femme de Chris Kelvin. Elle n'apparaît pas en tant que telle dans la station spatiale puisqu'elle s'est suicidée avant que l'histoire ne commence. Elle est un double, créé par la planète Solaris, et n'est donc pas humaine. De fait, elle est un personnage double[2], ni tout à fait elle-même ni tout à fait une autre : ainsi, dans les flashbacks (constitués des souvenirs de Chris avant la mort de Rheya), apparaît-elle instable[3], présentant des troubles de l'humeur et imprévisible, tandis qu'elle est douce, réfléchie et posée en réapparaissant sur la station. Lucide, l'entité Rheya réalise qu'elle n'est qu'une copie d'une personne disparue et la simple image du souvenir qu'en a Chris Kelvin[4].
- Snow (joué par Jeremy Davies) est l'informaticien de bord. Dès sa première apparition dans le film, il apparaît étrangement affecté par les évènements, à la fois détaché et impressionné. Il se révèle être, comme l'est Rheya, l'entité du véritable Snow qu'il a assassiné avant l'arrivée de Chris dans la station.
- Gordon (jouée par Viola Davis) est une physicienne à l'emploi du DBA en mission pour évaluer le potentiel économique de la planète Solaris. Elle apparaît, dès les premières images, comme la plus affectée par les évènements étranges se déroulant à bord de la station[5]. Néanmoins, elle est celle qui, finalement, comprend le mieux le mal qui la frappe[6], qui sait expliquer la nature physique des entités envoyées par Solaris (puisqu'elle en propose un moyen efficace de les détruire) et qui propose une explication quant à la motivation de cette dernière[7]. Elle est la seule à réussir à fuir la station.
- Gibarian (joué par Ulrich Tukur) est le commandant de bord et un ami de Chris Kelvin. C'est lui qui demande à Chris de venir les aider, lui et son équipage, pour faire face aux « événements étranges » survenus dans la station. Gibarian est déjà mort lorsque Chris y arrive[Note 1]. De fait, on ne le voit que dans la vidéo adressée à Chris et dans les souvenirs de celui-ci.

On ne compte ainsi que quatre personnages principaux (Chris Kelvin, Rheya, Snow et Gordon) dans l'histoire, cela permet d'avancer que Solaris appartient au domaine du huis clos.

## Fiche technique
Sauf indication contraire, les informations mentionnées dans cette section peuvent être confirmées par la base de données cinématographiques IMDb,  présente dans la section « Liens externes ».

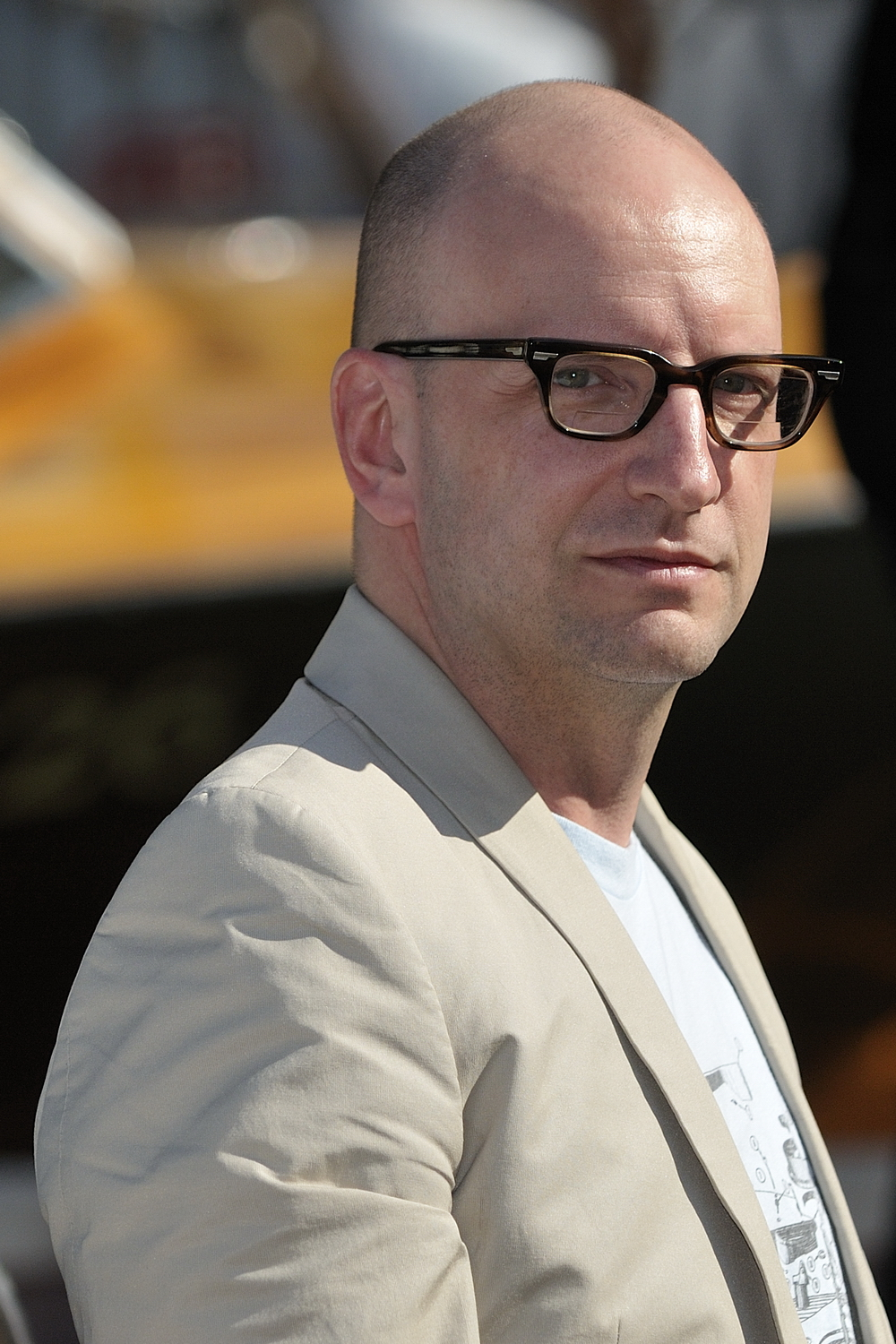
Steven Soderbergh.

- Titre original et français : Solaris
- Réalisation : Steven Soderbergh
- Scénario : Steven Soderbergh, d'après le roman Solaris de Stanisław Lem
- Musique : Cliff Martinez
- Photographie : Steven Soderbergh (sous le pseudonyme de Peter Andrews)
- Montage : Steven Soderbergh (sous le pseudonyme de Mary Ann Bernard)
- Décors : Philip Messina
- Son : Larry Blake
- Costumes : Milena Canonero
- Production : James Cameron, Jon Landau et Rae Sanchini

Coproducteurs : Charles V. Bender et Michael Polaire
Producteur délégué : Gregory Jacobs
- Sociétés de production : 20th Century Fox et Lightstorm Entertainment
- Distribution : 20th Century Fox (États-Unis), UGC Fox Distribution (France), United International Pictures (Belgique)
- Budget : 47 millions USD
- Pays de production :  États-Unis
- Format : Couleurs - 2,35:1 - Dolby Digital - 35 mm
- Genre : science-fiction, drame, romance
- Durée : 99 minutes
- Dates de sortie[8] :
  - États-Unis : 19 novembre 2002 (avant-première à Los Angeles)
  - États-Unis, Canada : 27 novembre 2002
  - Allemagne : 8 février 2003 (Berlinale 2003)
  - France : 19 février 2003

## Distribution

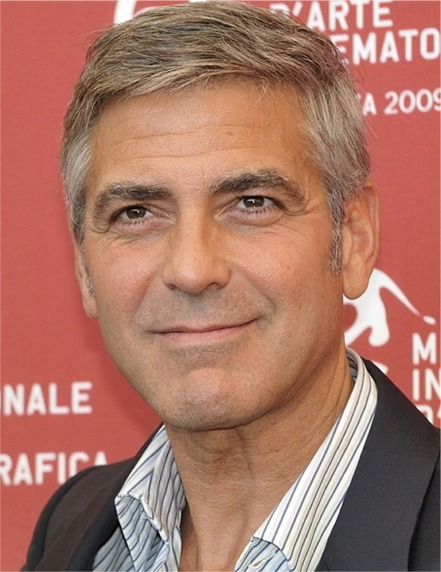
George Clooney.

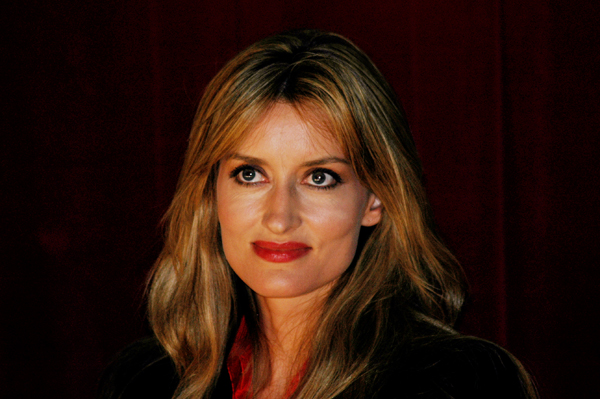
Natascha McElhone.

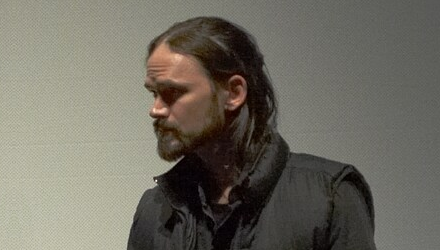
Jeremy Davies.

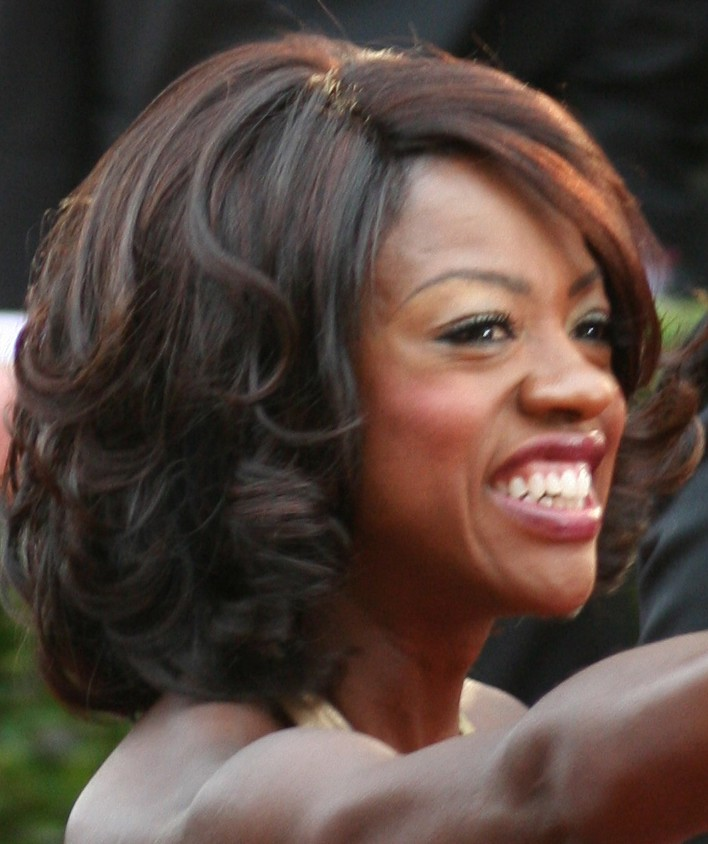
Viola Davis.

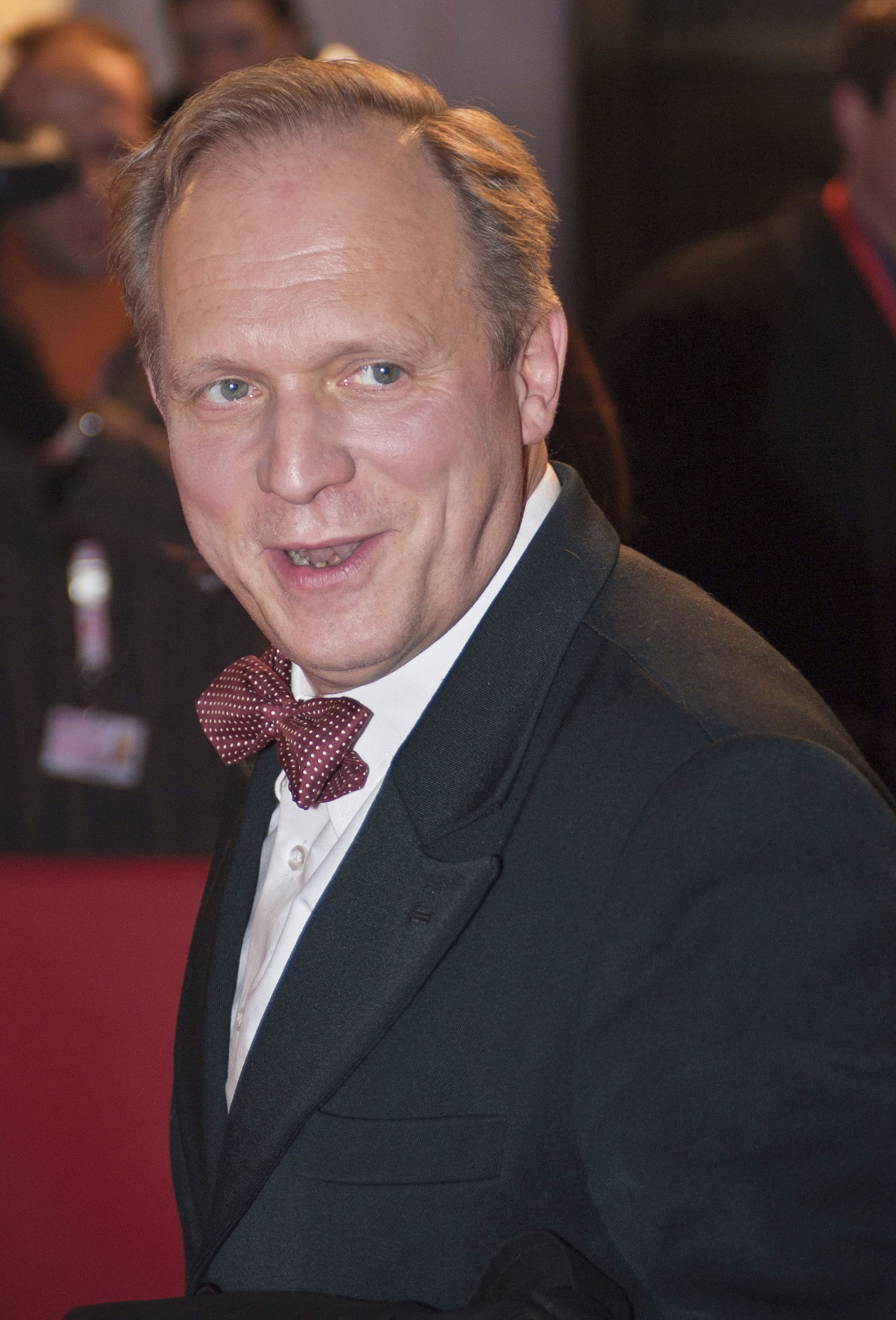
Ulrich Tukur.

- George Clooney (VF : Samuel Labarthe) : Chris Kelvin
- Natascha McElhone (VF : Marjorie Frantz) : Rheya
- Jeremy Davies (VF : Vincent Ropion) : Snow
- Viola Davis (VF : Souria Adèle) : Gordon
- Ulrich Tukur (VF : Joachim Seitz) : Gibarian
- John Cho : l'un des émissaires de la DBA
- Michael Ensign : un ami
- Elpidia Carrillo : une amie

## Production

### Développement
James Cameron avait le projet de faire ce film depuis plusieurs années. Après une longue procédure avec le gouvernement russe, il achète les droits du roman de Stanisław Lem via sa société Lightstorm Entertainment,. Mais en raison de nombreux autres projets dans les années 1990, il ne peut concrétiser son projet.
En 2000, alors que Steven Soderbergh travaille sur Traffic, il parle à James Cameron et aux producteurs Rae Sanchini et Jon Landau d'une adaptation de Solaris, qu'il pourrait faire lui-même. James Cameron est intrigué par les idées du réalisateur et lui propose de retravailler sur le projet. Ainsi y travaillent-ils ensemble, lors de longues discussions où ils échangent leurs points de vue et où Soderbergh peut exposer ses idées. Alors que le développement de Traffic stagne, Steven Soderbergh commence à écrire un premier jet de Solaris. Pour cela, il visionne le film russe de 1972, réalisé par Andreï Tarkovski. Ce dernier y développe des thèmes qu'il n'a jamais pu aborder dans ses films précédents. Soderbergh insiste pour écrire seul le scénario : « Je leur ai dit que j'avais une idée de comment le faire mais je voulais [l']écrire seul. Je ne voulais pas avoir à négocier pour le faire. Je leur ai exposé ma vision, ce que je voulais développer et comment je comptais faire pour me démarquer du roman et me démarquer du film de Tarkovski ».
Soderbergh reconnaît avoir écrit un scénario beaucoup plus court que la moyenne des scénarios proposés par les réalisateurs (75 pages au lieu d'une centaine habituellement) mais il désirait pouvoir étirer ses scènes afin de donner son rythme lent au film.
Le projet est ensuite présenté à 20th Century Fox.

### Distribution des rôles
Steven Soderbergh souhaite à l'origine Daniel Day-Lewis pour le rôle principal. L'acteur est cependant engagé sur Gangs of New York de Martin Scorsese. George Clooney, partenaire du réalisateur au sein de la société Section Eight, reçoit une copie du script. Bien qu'ils soient proches, il réalise qu'il n'a pas été le premier choix des producteurs. Un mois plus tard, alors que Ocean’s Eleven est en cours de montage, il fait parvenir au réalisateur une lettre dans laquelle il annonce être prêt à endosser le rôle. Sa force de conviction et son lobbying ont été déterminants pour Soderbergh qui évoque l'inspiration que lui a conférée « la volonté radicale [de Clooney] de sauter d'une falaise chaque jour ». De fait, l'implication de George Clooney est importante puisqu'il constitue une force de propositions : ainsi, c'est lui qui propose à Soderbergh l'indice final de la coupure au doigt qui se soigne seule montrant que Chris est resté sur Solaris.
Concernant Natascha McElhone, Soderbergh l'a remarquée dans Surviving Picasso (1996). Dans ce film, dit-il, elle lui a « rappelé les grandes actrices européennes des années soixante et soixante-dix, comme Jeanne Moreau et Dominique Sanda ». Il songe donc rapidement à elle pour le rôle de Rheya. Pour elle aussi, le casting s'est révélé peu commun puisqu'il a pris la forme d'un dialogue improvisé avec Soderbergh qui s'est trouvé subjugué par ses réponses et qui l'a donc retenue.
Steven Soderbergh s'est tourné vers Jeremy Davies après avoir visionné un casting effectué par ce dernier pour un film consacré au criminel américain Charles Manson. Le film ne s'est pas fait mais la performance dans cette vidéo était tellement convaincante que Soderbergh l'a engagé.
Steven Soderbergh fait appel à Viola Davis qu'il retrouve ainsi pour la troisième fois, après Hors d'atteinte (1998) et Traffic (2000). Dans son commentaire audio du DVD, Soderbergh dit l'avoir engagée pour la force de son caractère : « Une des raisons qui m'ont fait choisir Viola, c'est qu'elle se bat contre George. Il me fallait quelqu'un de fort. ».
Enfin, concernant le choix de l'acteur allemand Ulrich Tukur pour jouer Gibarian, celui-ci s'est fait après un casting particulier. Soderbergh a demandé à Tukur de lui faire parvenir une vidéocassette en guise d'audition. Ce sont les choix étranges de mise en scène de cet « auto-casting » qui ont décidé Soderbergh à le prendre.

### Décors

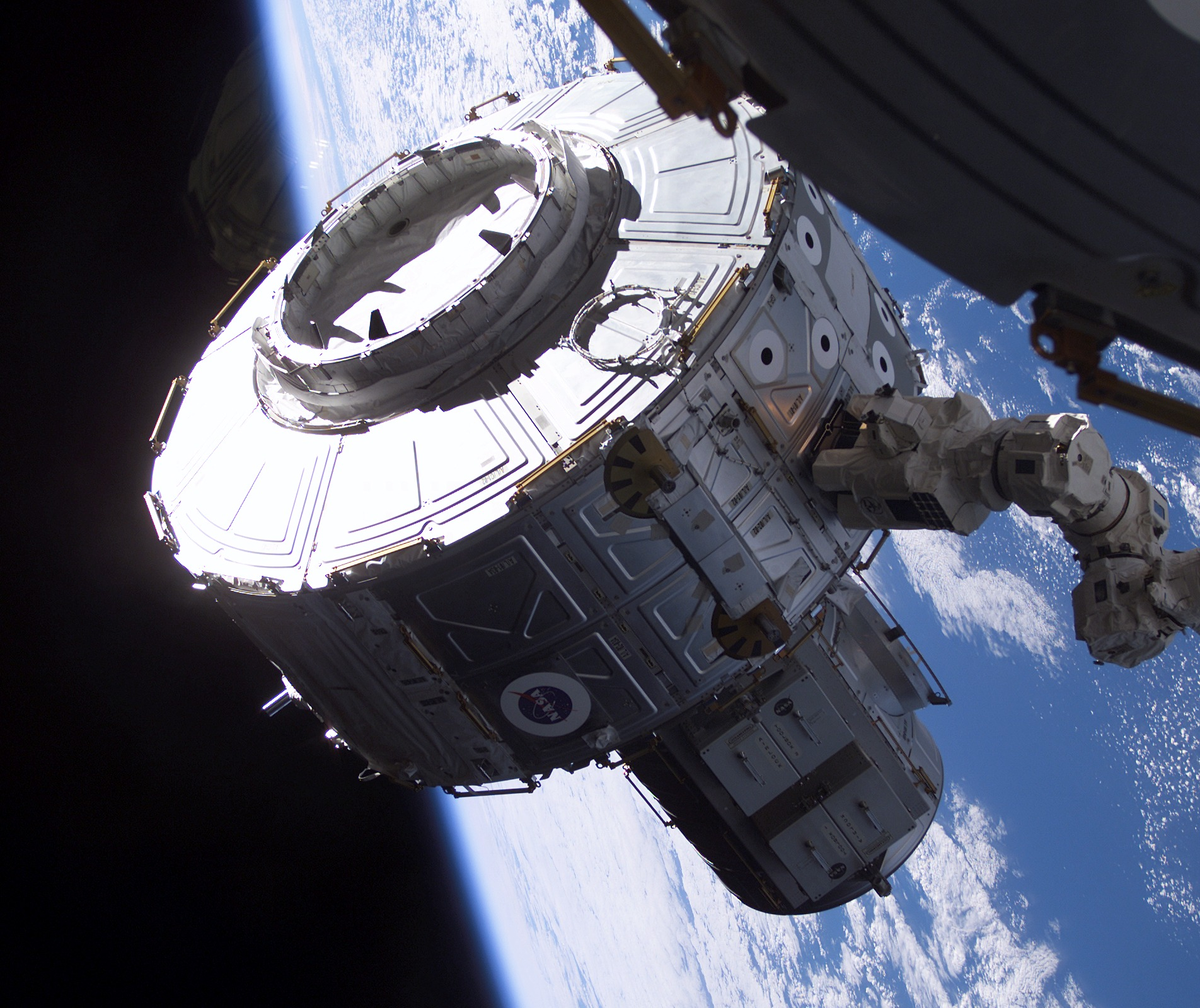
Steven Soderbergh et son chef décorateur, Philip Messina, se sont inspirés de la Station Spatiale Internationale (dont on voit ici en gros plan le module Quest) pour réaliser la station Prometheus.

Le décor de la station spatiale Prometheus est créé par Philip Messina. Ce chef décorateur travaille pour la quatrième fois sous la direction de Steven Soderbergh après Erin Brockovich, seule contre tous, Traffic et Ocean’s Eleven.
Ce décor est imposant, haut de deux étages et mesure 46 mètres sur 67.
Concernant la station Prometheus, la demande de Soderbergh à son chef décorateur est qu'elle paraisse la plus réaliste possible ; ainsi, loin d'imaginer une station hyper-futuriste mais improbable, Messina et Soderbegh choisissent plutôt de s'inspirer de la Station spatiale internationale tant dans pour l'extérieur que pour l'intérieur. Ils ajoutent néanmoins certains éléments dans le but d'en rendre l'intérieur plus brut, plus « industriel ».
Enfin, l'environnement et les extérieurs de la station ont été en grande partie recréés à l'aide de l'informatique par l'entreprise britannique Cinesite avec laquelle il a déjà collaboré sur cinq autres films : Out Of Sight, The Limey, Erin Brockovich, Traffic et Ocean's Eleven.
Pour Soderbergh, cette station n'est pas, contrairement aux films de science-fiction traditionnels, un personnage de l'histoire : le fait de placer l'action dans une station spatiale ne constitue qu'un prétexte afin de faire progresser l'histoire et faire accepter plus facilement certains partis pris scénaristiques. C'est pourquoi l'autre demande de Soderbergh à Messina est que le décor de la station donne une impression d'isolement, voire de claustrophobie, afin de rendre l'aventure intérieure plus oppressante et profonde.

### Tournage
Le tournage principal débute le 5 mai 2002 à Downtown Los Angeles. Il a ensuite lieu sur les plateaux 19 et 20 des studios de la Warner à Burbank en Californie. De l'aveu même de Steven Soderbergh, ce tournage a été relativement court, puisqu'il n'a duré que 43 jours. De même, la phase de montage a été rapide, puisque le tournage a débuté au mois d'avril 2002 pour une sortie en avant-première le 19 novembre 2002.
La construction de la station Prometheus ayant duré plus de temps que prévu, elle n'est pas terminée alors que le tournage a déjà commencé, ce qui oblige le réalisateur à modifier son planning et intervertir l'ordre de tournage de certaines scènes.

### Esthétique
Solaris est un film dont les qualités esthétiques sont reconnues, qualité de l'image, cadrages… tout concourt à rendre l'œuvre plus belle. Les choix esthétiques de Soderbergh sont tournés vers ce qui pourrait s'apparenter à une certaine ligne claire, décors épurés, lumière tranchante et directe, plans resserrés… Tout est fait pour diriger l'œil du spectateur vers les personnages, leurs pensées, leurs sentiments et leurs actions,.
Concernant l'environnement, l'aspect visuel le plus significatif concerne la planète Solaris qui apparaît dans trente-sept plans différents à travers les hublots du vaisseau Athena ou de la station Prometheus. Soderbergh fait appel à l'entreprise Rhythm & Hues sous la direction de l'artiste Richard Baily qui a travaillé sur les films de science-fiction Tron (1982) et Battlefield Earth (2000). La plus grande difficulté fut de rendre l'atmosphère de la planète, composée de gaz colorés desquels s'élancent de larges volutes lumineuses semblables à celles se produisant sur le Soleil. Il a fallu restituer cette atmosphère, pratiquement point lumineux par point lumineux afin de ne pas étouffer l'image, pour la rendre la plus éthérée possible ; autre contrainte, sur les indications de Soderbergh, en cohérence avec les descriptions présentes dans le roman, la lumière devait émaner de la planète même,. C'est ainsi qu'il a fallu utiliser pas moins de sept couches d'images ainsi que 60 000 vues différentes de la planète pour recréer toute la complexité de son apparence.
Cette dernière évolue au cours du film, la planète présente d'abord une atmosphère calme et sereine, aux volutes basses, douces et aux couleurs pastel ; vers la fin, l'atmosphère est plus agitée, plus tourmentée, les volutes sont beaucoup plus vastes et les couleurs plus électriques,. C'est que, même si la planète ne constitue pas un personnage en soi, elle laisse à voir des changements notables, certainement en réponse à l'activité humaine se déroulant à sa proximité. Cela s'explique, selon Richard Baily, par la volonté du réalisateur d'accentuer l'aspect dramatique au cours du film.
Enfin, le réalisateur joue sur les oppositions visuelles afin de mieux situer et caractériser les passages concernant la station Prometheus et ceux concernant la Terre ; pour la Terre, une image sombre, marquée par la pluie et tirant sur le vert, afin de mieux marquer que la narration est de l'ordre d'un souvenir marqué du sceau du regret et, pour la station, une image très claire, jouant sur le contraste du blanc sur le noir, froide, où tout est épuré.
De fait, Soderbergh use d'un parti pris esthétique très proche de celui de Stanley Kubrick pour son 2001, l'Odyssée de l'espace, même solitude de l'Être humain face à un vide sidéral imposant, mêmes jeux de lumières sur les casques des scaphandres lorsque Chris arrive à la station, à comparer avec la séquence finale de 2001, l'Odyssée de l'espace où David Bowman est envoyé « au-delà de l'infini »… Soderbergh ancre ainsi son œuvre dans le cadre d'un film réfléchi et lent, aux antipodes du film d'anticipation où se mêleraient action et science-fiction.

### Sons
Le travail sur le son se fait avec Larry Blake. Ce chef du département sonore a travaillé sur tous les films de Steven Soderbergh depuis sa première réalisation : Sexe, Mensonges et Vidéo, Kafka, King of the Hill, À fleur de peau, Gray's Anatomy, Schizopolis, Hors d'atteinte, The Limey, Hors d'atteinte, Erin Brockovich, seule contre tous, Traffic, Ocean’s Eleven et Full Frontal.
Steven Soderbergh a porté la même attention à l'aspect sonore du film qu'à son aspect visuel. Ainsi, quand certaines scènes sont non dialoguées et ne comportent pas de musique, Soderbergh s'appuie sur les bruitages pour créer une tension. C'est ce que remarque James Cameron dans les commentaires audios du film, à propos de l'arrivée de Chris sur la station : « La tension monte, les effets sonores la servent bien. On n'entend que la climatisation. Tu ne crées pas la tension avec de la musique et c'est finalement très efficace. »
Ainsi, sur la station, de même qu'il a souhaité rendre les décors industriels et bruts, il accorde une importance dans le bruit continu des ventilateurs et de la climatisation qui accompagne le héros, tout en éliminant le maximum d'autres bruitages. Il l'exprime ainsi : « J'en ai parlé avec Larry Blake, le concepteur sonore. […] Dans la plupart des endroits, c'est la clim ou des ventilateurs qui refroidissent les disques durs. On a éliminé tous les petits bruits. On a aussi remarqué que quand on travaillait trop les sons d'une scène, ça entravait tellement les répliques que ça en devenait gênant. » De fait, Soderbergh choisit de privilégier le même dépouillement, la même épure sonore que visuelle : « On s'apprêtait à fonctionner sur plusieurs niveaux, à la David Lynch. Mais on a préféré, à mi-chemin, privilégier la simplicité. »

### Bande originale
Albums de Cliff Martinez
Narc
(2002) Wonderland
(2003)

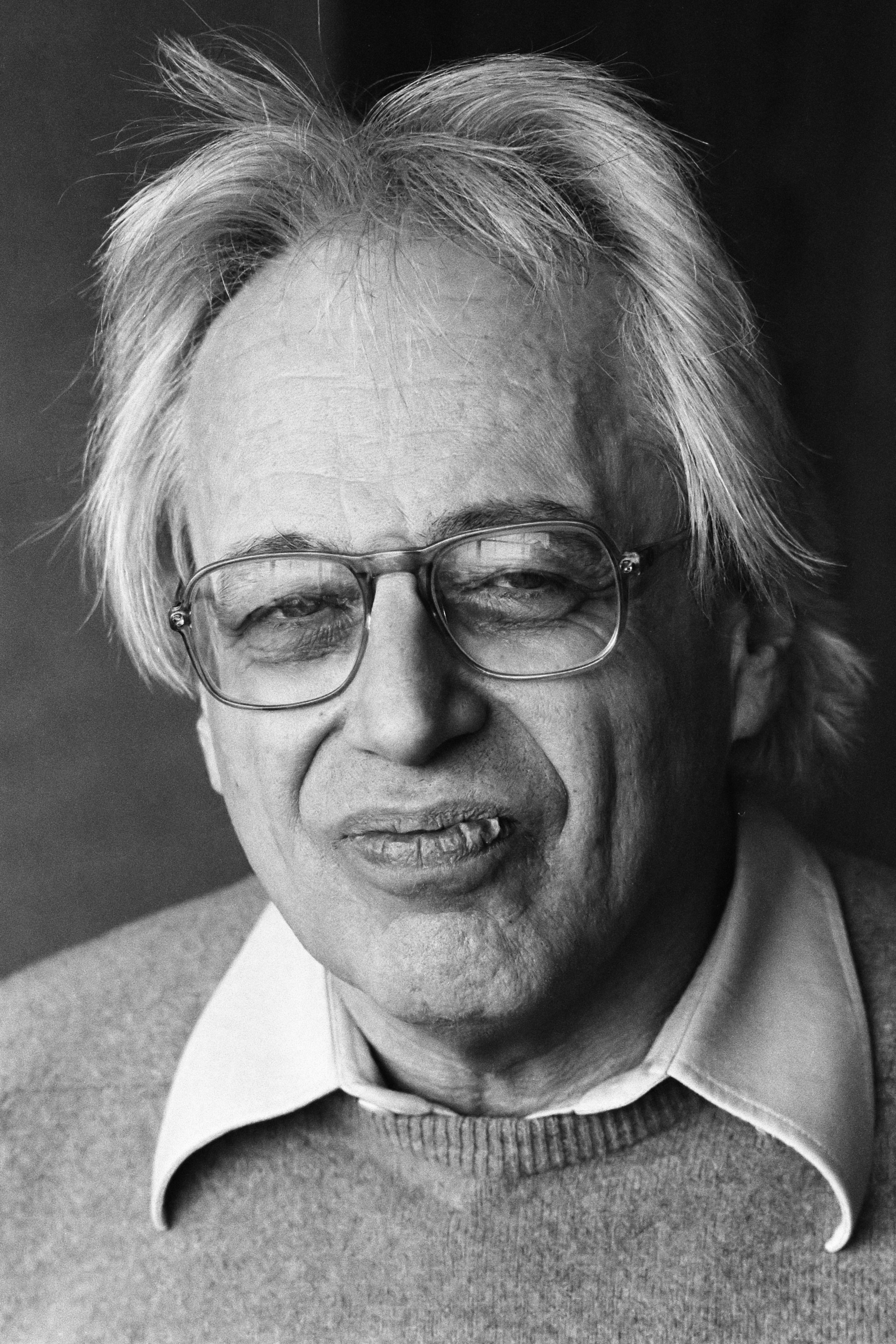
György Ligeti dont les compositions Atmosphères et Lontano ont constitué les principales sources d'inspiration pour Cliff Martinez.

Cliff Martinez, fréquent collaborateur de Steven Soderbergh, a composé une musique originale pour les besoins du film, même si Soderbergh a d'abord tenté d'illustrer son film avec des musiques déjà existantes composées par Pink Floyd ou Beck Hansen. Mais James Cameron a fini par le convaincre d'utiliser la composition de Cliff Martinez.
Batteur ayant appartenu au groupe des Red Hot Chili Peppers, ce dernier a travaillé sur la plupart des films de Sorderbergh. Ses compositions les plus connues sont Sexe, Mensonges et Vidéo (1989) et Traffic (2001). Pour ce film, il utilise un orchestre symphonique alors qu'il n'a employé jusque-là que des sources électroniques pour composer.
La bande originale du film est largement reconnue pour ses qualités artistiques et a été applaudie par la critique. Ainsi, est-elle fréquemment utilisée pour illustrer des émissions de télévision, comme dans le reportage « À l'ombre du volcan » de l'émission Thalassa diffusé le 6 septembre 2013.
La bande originale est parue sur CD et a fait l'objet de plusieurs rééditions, dont une, en 2011, sur disque vinyle.
Pour certains, il s'agit de l'œuvre la plus accomplie de Cliff Martinez, qui affirme qu'elle est sa composition préférée car, dit-il, elle « joue un vrai rôle dans le film, [et y] apporte une réelle contribution. » Et en effet, cela correspond bien à la demande de Soderbergh selon laquelle la musique devait soutenir littéralement la narration, certaines scènes comprenant peu voire pas de dialogues.
L'objectif de Soderbergh, en commandant ce travail à Cliff Martinez, est double : que la musique constitue une source puissante d'émotion et, en même temps, qu'elle contribue à instiller une ample lenteur. En cela, le film de Soderbergh se rapproche de celui d'Andreï Tarkovski : les effets musicaux tendent à toucher les mêmes ressorts émotionnels grâce à une même musique électronique aussi éthérée et lente.
L'instrumentation fait appel à un orchestre composé de bassons, clarinettes, flûtes, cors, hautbois, trombones, trompettes, tubas, violons, altos et violoncelles mais sans aucune percussion classique. De même il fait appel à des instruments moins couramment usités tels que les ondes Martenot, un cristal Baschet et des steel drums. Il fait également intervenir un ensemble instrumental traditionnel, le gamelan indonésien.
Le travail des instruments se fait sous la forme de clusters, répétitions, dissonances, ostinatos… Ces procédés musicaux constituent l'essentiel de l'œuvre. Martinez a ensuite réarrangé électroniquement ce premier matériau — samples, boucles, échos… — afin d'amplifier l'effet de temps suspendu et d'état d'apesanteur recherché.
Même s'il est peu habitué à l'emploi des instruments classiques et de l'orchestre, Cliff Martinez a souligné l'intérêt de leur apport à la composition, car ils lui donne plus de chaleur et d'émotion.
Formellement, il joue sur l'opposition entre les deux types sources musicales. En effet, les contrastes dans les sonorités qu'elles produisent permettent d'associer chaque groupe instrumental à un aspect précis du film, l'électronique se rattache à la science-fiction tandis que la partie orchestrale illustre l'aspect humain de l'histoire.
Les sources d'inspiration de Martinez pour cette composition sont peu nombreuses mais très précises. À la demande de Soderbergh, Martinez s'est appuyé sur le travail de György Ligeti, notamment tel qu'il a été utilisé par Stanley Kubrick dans 2001, l'Odyssée de l'espace,. Ainsi, dans les compositions Atmosphères (en) et Lontano, apparaissent les mêmes tenues sombres de cordes, cuivres et vents donnant une impression de langueur et de fin du monde.
On peut, de même, reconnaître l'influence — indirecte — de l'expérimentateur musical Brian Eno, inventeur de l'ambient, musique aux atmosphères minimalistes, sombres et froides, ainsi que celle du compositeur Philip Glass dont la musique répétitive et minimaliste, empreinte de tristesse et de pesanteur, a également été utilisée au cinéma.
| Liste des pistes de Solaris | Liste des pistes de Solaris              | Liste des pistes de Solaris | Liste des pistes de Solaris | Liste des pistes de Solaris | Liste des pistes de Solaris | Liste des pistes de Solaris | Liste des pistes de Solaris | Liste des pistes de Solaris | Liste des pistes de Solaris |
| No                          | Titre                                    | Durée                       |                             |                             |                             |                             |                             |                             |                             |
| --------------------------- | ---------------------------------------- | --------------------------- | --------------------------- | --------------------------- | --------------------------- | --------------------------- | --------------------------- | --------------------------- | --------------------------- |
| 1.                          | Is That What Everybody Wants             | 2:48                        |                             |                             |                             |                             |                             |                             |                             |
| 2.                          | First Sleep                              | 2:52                        |                             |                             |                             |                             |                             |                             |                             |
| 3.                          | Can I Sit Next To You                    | 1:44                        |                             |                             |                             |                             |                             |                             |                             |
| 4.                          | Will She Come Back                       | 5:00                        |                             |                             |                             |                             |                             |                             |                             |
| 5.                          | Death Shall Have No Dominion             | 2:09                        |                             |                             |                             |                             |                             |                             |                             |
| 6.                          | Maybe You're My Puppet                   | 3:50                        |                             |                             |                             |                             |                             |                             |                             |
| 7.                          | Don't Blow It                            | 3:34                        |                             |                             |                             |                             |                             |                             |                             |
| 8.                          | Hi Energy Proton Accelerator             | 10:51                       |                             |                             |                             |                             |                             |                             |                             |
| 9.                          | Wear Your Seat Belt                      | 3:10                        |                             |                             |                             |                             |                             |                             |                             |
| 10.                         | Wormhole                                 | 4:33                        |                             |                             |                             |                             |                             |                             |                             |
| 11.                         | We Don't Have To Think Like That Anymore | 2:59                        |                             |                             |                             |                             |                             |                             |                             |
| 43:30                       |                                          |                             |                             |                             |                             |                             |                             |                             |                             |

## Accueil

### Accueil critique
Soderbergh indique qu'il « ne souhaitait pas faire de Solaris un remake du film de Tarkovski, mais davantage une nouvelle version du roman de Stanisław Lem ». Même s'il n'a pas vu le film, Lem considère l'adaptation comme un « remake du film de Tarkovski » et critique le film pour ce qu'il en sait comme s'écartant sensiblement des intentions originelles, en se focalisant exclusivement sur la psychologie des deux personnages principaux, et reléguant à quasi rien les réflexions sur l'humanité de l'étrange et gigantesque océan :

« […] autant que je le sache, le livre n'était pas consacré aux problèmes érotiques de personnes dans l'espace… […] En tant qu'auteur de Solaris, je me permets de rappeler que je souhaitais seulement figurer une rencontre de l'homme avec quelque chose dont l'existence est certaine, peut-être imposante, mais qui ne peut être réduit à des concepts, des idées ou des images humains. C'est pourquoi ce livre s'intitule Solaris et non pas L'Amour dans l'espace »

— Stanisław Lem, The Solaris Station
Solaris a été l'objet de critiques très divergentes, dans lesquelles les points d'analyse soulevés peuvent être similaires mais appréhendés de façons opposées.
Ainsi, en 2010, Solaris apparaît sur la liste Top 10 Hollywood Remakes du magazine Time pour « sa réalisation exquise et experte » et sa « façon d'extraire ce but trop rarement atteint dans un film de science-fiction : l'émotion. »
Il se présente selon certains critiques comme un film intellectuel, où même l'amour est avant tout cérébral ; ainsi, selon Jean-Pierre Dufreigne de l'Express, « le lieu des amours, conjugales, fraternelles, filiales, n'est pas le cœur, muscle rouge, mais le cerveau, amas de cellules grises grésillantes. » Dès lors, il permet de soulever un questionnement dont ce même critique souligne la profondeur : « Est-ce une seconde chance, celle qu'on n'obtient jamais, de recouvrer l'amour suicidé ? Au fond de l'espace, peut-on gommer le passé ? Au fond de soi, peut-on aimer un « fantôme » redevenu chair, sans trahir ce même amour ? Quelle est la solution ? Que choisir ? Se perdre dans l'océan de Solaris et y renaître autre ou fuir vers les pluies de la Terre ? Une forme d'éternité rabâchée ou la survie en solitaire endeuillé ? En art, seule la beauté est une solution. Solaris est une heure et demie de beauté désespérée. » Olivier De Bruyn, du magazine Le Point, s'inscrit dans cette vision du film puisque, selon lui, « découvrir « Solaris » demeure une expérience singulièrement troublante. Un film adulte et subtil qui touche au plus profond… »
Solaris est également considéré comme un film aux visées esthétiques proposant, selon Olivier De Bruyn, « une expérience sensorielle envoûtante », ce que confirme Jean-Claude Loiseau de Télérama qui affirme que « tout le film, mis en scène avec une élégance millimétrée, tend vers une épure à la fois dramatique et visuelle. » Pour Grégoire Bénabent de Chronicart.com, cette esthétique épurée sert l'œuvre puisqu'elle lui permettrait de faire progresser efficacement l'histoire : « Soderbergh décide […] de nous faire entrer de plain-pied dans un univers technologique abstrait et glacé, dans une certaine irréalité qui prépare l’apparition surnaturelle de Rehya. »
Ce sont néanmoins ces mêmes caractéristiques — un film intellectuel et esthétique — qui sont sujettes à des critiques négatives de la part d'autres observateurs. Nombreux ont été les critiques qui ont été déroutés par le rythme lent du film ainsi que son parti pris méditatif. Le film est aussi jugé esthétisant.
Ainsi, Didier Péron du quotidien Libération, considère que Solaris est « invendable comme science-fiction, peu probant comme mélo romantique, effroyablement lent et opaque, antispectaculaire ». Affirmant même que le film « relève explicitement du suicide commercial », il en conclut que « la [20th Century] Fox […] n'y a vu que du feu jusqu'à ce que l'évidence éclate : personne aux États-Unis n'irait voir un truc pareil ». De même, les Inrocks à travers la voix d'Olivier Père, constatent que, « loin de la puissance métaphysique de Tarkovski, ce remake est un simulacre auteuriste, un vide glacé et ennuyeux ». Bref, Solaris serait un film se voulant tellement cérébral qu'il en perdrait toute âme.
C'est que l'œuvre serait victime d'une interprétation proprement américaine du film de Tarkovski à travers l'exploitation de l'idée de « seconde chance » qui semble avoir cours dans les films hollywoodiens : « […] cela consiste ici à rejouer une énième fois le scénario de la seconde chance, moteur rouillé de trois-quarts des fictions hollywoodiennes. Il n’est pas question de trahison ou de révision [de l'œuvre de Tarkovski], mais bien d’américanisation d’une œuvre à des années-lumière de tout ce flan »,.
Autre sujet de critique négative, son esthétique dont Olivier Père, des Inrocks, regrette les partis pris : « embarrassantes scènes de regards », « images froides et léchées », « terrible manque d’inspiration », « grande complaisance dans le glacis esthétique », « à l’esthétisme publicitaire ». Bref, Soderbergh donnerait « une place excessive aux valeurs formelles » et serait donc « esthétisant ». Il s'agit d'une analyse proche de celle de Didier Péron, pour qui, « film immobile, photographique, transi comme à l'heure de l'image ultime, Solaris s'approche des expériences sensorielles de l'éther, pupilles dilatées, lèvres bleues ».
Le film de Soderbergh ne laisse donc pas indifférent. Décrit comme un film expérimental, il est néanmoins reconnu comme une œuvre désirant — en bien ou en mal — sortir du lot des productions hollywoodiennes, ce qu'Olivier De Bruyn souligne, lorsqu'il écrit : « Soderbergh, épaulé pour l'occasion par son confrère James Cameron, est parvenu à convaincre un grand studio (Twentieth Century Fox) de produire ce film de science-fiction à vocation métaphysique qui n'entretient aucun rapport (doux euphémisme !) avec les blockbusters mitonnés à longueur d'année du côté de l'usine à rêves ».
C'est pourquoi Jean-Claude Loiseau, dans Télérama, remarque que Soderbergh « est allé, en fait, au bout d'une vision très personnelle, qui a tout pour dérouter les amateurs de périples bien balisés ». Dès lors, l'auteur de l'article peut finalement conclure que, « Soderbergh a fait un beau pari sur la curiosité du public… »

### Accueil par le public
Le film ne trouve pas son public, pour un budget estimé à 47 millions $US, le film rapporte 14 973 382 $US en Amérique du Nord et 15 029 376 $US dans le monde, soit une trentaine de millions $US. Le film subit donc un relatif échec.
En raison de ces mauvais résultats, Soderbergh a reproché les carences de la promotion qui n'aurait pas permis au film d'obtenir la publicité qu'il aurait mérité.
À l'époque, George Clooney rétorque pourtant que la promotion autour du film ne porte aucune responsabilité dans cet échec. Il souligne que le film a été victime d'un malentendu initial qui lui a été fatal : le public l'aurait boudé car, présenté comme un film de science-fiction, Solaris est en fait une histoire d'amour. L'analyse de l'acteur n'est pas infondée, le choix de faire évoluer les personnages dans cette station spatiale constitue moins une exigence indispensable pour le scénario qu'un prétexte, un moyen de narration, permettant de faire accepter le principe de base de l'histoire, à savoir l'apparition d'« entités ». De même, grâce à cet artifice, l'isolement des personnages et le sentiment d'abandon qui en découle permet de faire efficacement évoluer l'histoire,.
De fait, Soderbergh corrige par la suite son analyse, concédant que le film est trop cérébral pour le public américain qui aurait, différemment du public européen, besoin de films plus accessibles. C'est ce qu'il confirme dans le commentaire audio du film où il affirme que le film peut être difficile d'accès : « J'ai prévenu les spectateurs que s'ils n'entraient pas dans le film dès les 10 premières minutes, […] il valait mieux renoncer ».

## Distinctions

### Récompenses
| Année | Cérémonie, récompense ou festival                    | Lieu / Pays | Prix                                               | Lauréat     |
| ----- | ---------------------------------------------------- | ----------- | -------------------------------------------------- | ----------- |
| 2002  | Washington D.C. Area Film Critics Association Awards | États-Unis  | Biggest Disappointment (« plus grande déception ») | Solaris     |
| 2003  | Satellite Awards                                     | États-Unis  | Prix du meilleur son                               | Larry Blake |

### Nominations
| Année | Cérémonie, récompense ou festival            | Lieu / Pays       | Prix ou sélection                    | Nommé(e)          |
| ----- | -------------------------------------------- | ----------------- | ------------------------------------ | ----------------- |
| 2003  | Saturn Award                                 | États-Unis        | Meilleur film de science-fiction     | Steven Soderbergh |
| 2003  | Saturn Award                                 | États-Unis        | Meilleur acteur                      | George Clooney    |
| 2003  | Saturn Award                                 | États-Unis        | Meilleure actrice                    | Natascha McElhone |
| 2003  | Festival international du film de Berlin     | Berlin, Allemagne | Ours d'or.                           | Steven Soderbergh |
| 2003  | Black Reel Awards                            | États-Unis        | Theatrical - Best Supporting Actress | Viola Davis       |
| 2003  | Central Ohio Film Critics Association Awards | Ohio, États-Unis  | Meilleure image                      | Solaris           |
| 2003  | Irish Film and Television Awards             | Dublin, Irlande   | Meilleure actrice                    | Natascha McElhone |
| 2003  | Satellite Awards                             | États-Unis        | Meilleur second rôle                 | Jeremy Davies     |

## Analyse

### Entre adaptation du roman de Lem etremakedu film de Tarkovski
Solaris de Soderbergh (2002) est à la fois redevable du roman de Stanisław Lem, datant de 1961, et de l'adaptation cinématographique qu'en a faite Andreï Tarkovski en 1972. Il est à noter qu'il a également été fait du livre de Stanisław Lem une adaptation télévisuelle réalisée par Boris Nirenburg et Lidiya Ishimbayeva pour la télévision soviétique en 1968 mais à laquelle Soderbergh ne fait aucune référence dans ses sources d'inspiration.
La trame de fond des trois œuvres est très proche, un résumé de chacune d'elles permettant de le constater :
- Solaris de Stanisław Lem (1961) : « Une équipe scientifique débarque sur Solaris, un monde inhabité tournant autour de deux soleils. L'immense océan protoplasmique qui recouvre entièrement la planète reste depuis des siècles un irritant mystère. Dès son arrivée, le Dr Kelvin est intrigué par le comportement du physicien Sartorius et du cybernéticien Snaut, qui semblent terrorisés par la visite d'une femme, Harey ; une femme que Kelvin a autrefois aimée et qui s'est suicidée plusieurs années auparavant. Impossible… À moins qu'une entité intelligente n'essaie d'entrer en contact avec eux en matérialisant leurs fantasmes les plus secrets, et qu'en l'océan lui-même réside la clé de cette énigme aux dimensions d'un monde[95]. »
- Solaris de Andreï Tarkovski (1972) : « Kelvin est projeté sur la station orbitale de Solaris où il doit rejoindre les trois autres cosmonautes déjà sur place… Le désordre règne à bord du laboratoire spatial. Kelvin rencontre le chercheur Snaut, au comportement énigmatique et Sartorius, un autre savant plus agressif. La station est hantée par des apparitions, un petit garçon et une jeune femme. Kris apprend que Gibarian, le troisième savant et l'un de ses plus proches amis, s'est suicidé… Sur un enregistrement audiovisuel adressé à Kelvin, Gibarian explique avoir été visité par des « hôtes » et que des problèmes de conscience l'ont poussé au suicide. La jeune femme entr'aperçue se révèle être Khari la femme qu'il a aimée, et qui, à la suite d'une querelle — elle ne plaisait pas à ses parents, il a ignoré sa souffrance — a choisi de se suicider. Connaissant la nature artificielle de cette apparition, Kelvin lui tend un piège et l'expédie dans l'espace à bord d'un engin téléguidé[96]. »
- Solaris de Steven Soderbergh (2002) : « Kelvin, un psychologue, vit avec le souvenir de sa femme décédée. Un message, envoyé par un ami en mission autour de la planète Solaris, le tire de sa déprime : c'est un appel à l'aide. Une équipe de sauvetage, envoyée pour secourir le vaisseau en orbite, n'est pas revenue de son périple. Kelvin se rend sur place, seul, pour tenter de comprendre ce qui a pu se passer. Il découvre, dès son arrivée, le corps de son ami. Les deux autres astronautes, psychologiquement perturbés, rechignent à donner une quelconque explication. Selon eux, leur compagnon se serait suicidé. Au cours d'une nuit agitée, Kelvin voit apparaître son épouse, telle qu'elle était dans son souvenir. D'autres visiteurs, surgis du passé, se manifestent également[97]. »

Or, si de telles similitudes existent entre les Solaris de Lem et Tarkovski d'une part et la version de Soderbergh d'autre part, de nombreux points de divergences existent, les trois proposant chacun une vision très différente : quand Lem s'interroge sur la rencontre de l'Humanité avec une intelligence extraterrestre qui la dépasse, et que Tarkovski s'interroge sur les limites de l'esprit humain, Soderbergh, lui, centre son film sur une histoire d'amour. Si bien qu'il est difficile de savoir dans quelle mesure le Solaris de Soderbergh constitue plus un remake du film de Tarkovski qu'une adaptation du roman de Lem. Ainsi, dans leurs déclarations-mêmes, le réalisateur et la production du film sont ambigus sur les influences réelles qu'ont eu les œuvres de Lem et Tarkovski sur Soderbergh : d'un côté, les commentaires issus de la production du film avancent que le film est exclusivement « inspiré du livre de Stanislas Lem », et d'un autre, dans certaines interviews, Soderbergh affirme que son film est une adaptation de celui de Tarkovski.
C'est pourquoi les analyses des observateurs peuvent diverger du tout au tout, ce qui ne permet d'avancer que des hypothèses. Si pour l'auteur scientifique et critique de la science-fiction, Gary Westfahl, « le producteur James Cameron et le réalisateur Soderbergh […] étaient apparemment plus intéressé à refaire Tarkovski que de filmer Lem. », pour Télérama, ayant « adapt[é] Solaris, de Stanisław Lem, [Soderbergh] fait à peine un film de science-fiction, et encore moins un remake du chef-d'œuvre, aujourd'hui « canonisé » [d']Andrei Tarkovski […] ».

#### Comparaisons avec le roman de Lem

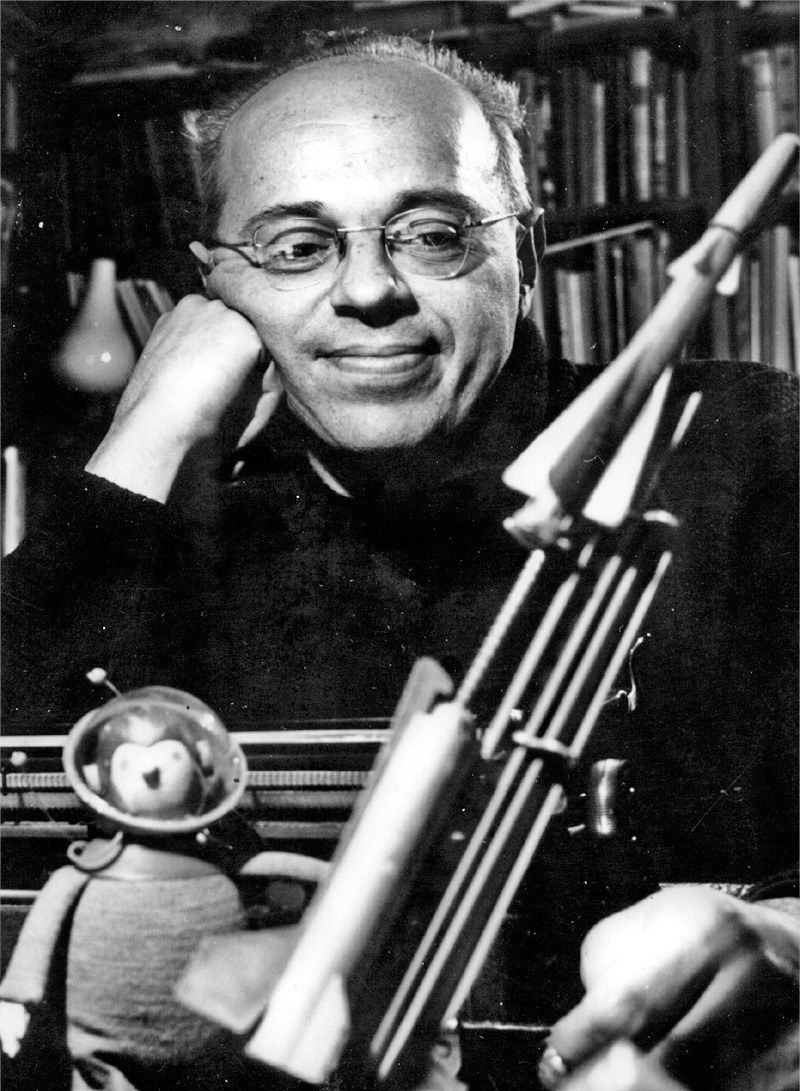
Stanisław Lem.

Le Solaris de Soderbergh s'inscrit dans la lignée du roman de Stanisław Lem. Ainsi, de nombreuses scènes s'inspirent de ce dernier : comme dans le livre, Rheya-Harey a conscience de sa propre nature, Chris tente de la tuer à leur première rencontre ; de même, Soderbergh reconnaît avoir gardé intégralement la scène « où Gibarian […] rend visite à Kelvin dans son rêve. Et elle est intégralement tirée du livre. »

De même, Soderbergh affirme que la scène où Gordon plaide devant Chris pour la destruction de Rheya est largement inspirée par le livre de Lem.
Une première différence entre les deux œuvres apparaît dans la composition de l'équipage de la station voguant au large de la planète-océan : chez Lem, sont présents Snaut qui est cybernéticien et Sartorius qui est physicien ; chez Soderbergh, ces deux personnages sont respectivement remplacés par Gordon, médecin de l'équipage, et Snow, informaticien de bord. Il est à noter que Soderbergh introduit une femme noire (Gordon), ce qui, selon certains chercheurs n'est pas neutre et induit de nouvelles relations avec le visiteur de Chris Kelvin. De même, concernant le statut de ces personnages, si le héros (Kris Kelvin) est un chercheur respecté en « solaristique » chez Lem, ce même héros (devenu Chris Kelvin) occupe l'emploi de psychologue chez Soderbergh.
Néanmoins, les différences entre les deux œuvres sont plus profondes et tiennent à leur finalité respectives : chez Lem, il s'agit de présenter un homme, et partant l'Humanité entière, placé face à une intelligence extraterrestre qui le dépasse et avec laquelle il est difficile, voire impossible de communiquer, ; chez Soderbergh, il s'agit plutôt de raconter une histoire d'amour. Stanisław Lem a bien compris cette différence de parti-pris de la part de Soderbergh et le fait savoir lors de la sortie du film en 2002 : « Autant que je le sache, le livre n'était pas consacré aux problèmes érotiques de personnes dans l'espace. »

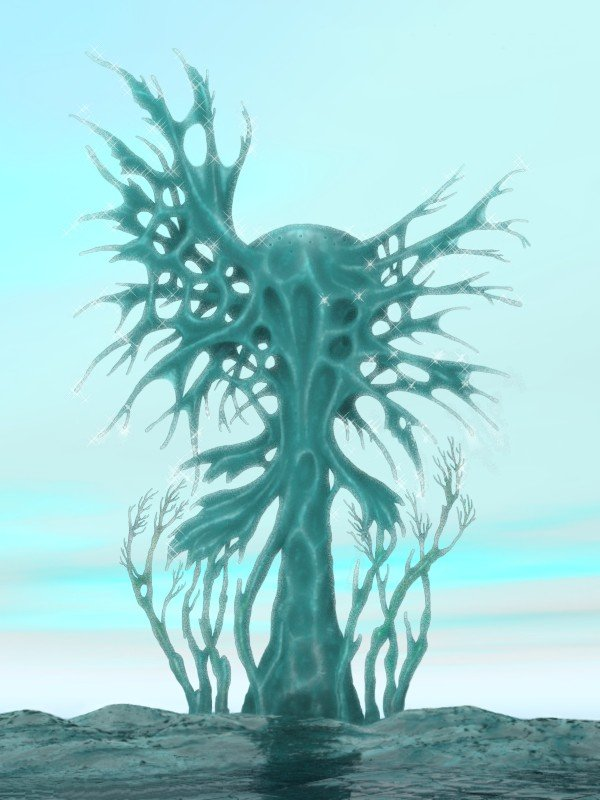
Vue d'artiste (Dominique Signoret) d'une asymétriade.

Face à cet objectif, la description et l'étude de la planète-océan Solaris sont fondamentales et développées dans le roman de Lem qui énonce ainsi l'intérêt d'une telle description : « La vision de la planète Solaris était très importante pour moi. Pourquoi cela était-il important ? Le globe solarien n'était pas seulement une sphère entourée de gelée - il était un être vivant (même s'il n'était pas humain). Il ne construit ni ne crée rien qui puisse être traduit dans notre langage. ». La solaristique constitue donc une branche scientifique à part entière. À l'inverse, chez Soderbergh, ces descriptions et étude sont anecdotiques, la « solaristique » n'étant que très brièvement évoquée lors d'un flashback par Gibarian devant Chris, celui-ci s'en désintéressant rapidement, étant plutôt captivé par l'apparition de Rheya.
De même, si la planète-océan n'est qu'aperçue, de loin en loin chez Soderbergh, comme faisant partie du décor, elle est longuement décrite dans le roman de Lem. Ainsi ce dernier y dépeint-il longuement les formations visibles à la surface de l'océan, en particulier ce qu'il nomme les « arbres-montagnes » (« longus », « fongosités », « mimoïdes », « symétriades » et « asymétriades », « vertébridés » et autres « agilus »). La représentation même de la planète est différente entre le roman (et le film de Tarkovski) où celle-ci est décrite comme un océan alors que Soderbergh décide d'en donner une représentation se situant entre une étoile et ce que serait un cerveau.
Si cet océan est présenté chez Lem comme une entité vivante possédant une certaine forme d'intelligence, ce questionnement est absent du film de Soderbergh.
Chez Lem, l'explication de la présence de ces apparitions fait l'objet d'une hypothèse : il s'agirait d'une tentative de communication de la part de la planète, ou, comme le dit Pascal Robert, « […] l'une des tentatives [de communication de la part de la planète] — du moins est-ce l'hypothèse avancée — prend la forme d'une femme aimée autrefois et morte depuis […]. ». Or, dans le film de Soderbergh, une telle hypothèse est inexistante,.
Néanmoins, à ce propos, il existe tout de même un point commun aux deux œuvres : la planète-océan est rendue responsable de la présence des entités dans la station spatiale aussi bien chez Lem que chez Soderbergh
Le roman est donc communément présenté comme contenant une multiplicité de thèmes et de réflexions que l'on ne retrouve pas dans le film de Soderberg : les avancées de la « solaristique », un cadre scientifique omniprésent, la frustration humaine de ne pouvoir communiquer avec cette planète qui paraît si vivante, la nécessité qu'ont les humains, pour ce faire, de se connaître eux-mêmes, la richesse de la description de ces entités qu'envoie la planète… De fait, il s'agit d'un parti-pris expressément revendiqué par Soderbergh : il choisit d'éliminer tout le questionnement théorique, scientifique ou philosophique qui était présent chez Lem afin de s'ancrer tout à fait du côté de l'émotion.

#### Comparaisons avec le film de Tarkovski
Dans son film, Andreï Tarkovski emprunte une autre voie que Stanisław Lem. Le roman traite de la rencontre de l'Humanité avec une intelligence qui la dépasse. Tarkovski, différemment, « pose la question du pouvoir de l'esprit et de ses limites ». Soderbergh, quant à lui, centre son film sur une histoire d'amour.
Néanmoins, parce qu'ils utilisent le même support, il est aisé de comparer les deux films.
Esthétiquement d'abord, les deux réalisateurs proposent une vision commune de la représentation de la Terre ; il s'agit d'un lieu où dominent la pluie et le froid, métaphore de la tristesse qu'elle héberge. Les effets spéciaux sont rares et ne constituent pas l'intérêt premier du film de Tarkovski (qui « repose sur un appareillage futuriste minimal. ») ni de celui de Sodebergh (ce qui conduira même un critique à le qualifier d'« antispectaculaire ».)
Les jeux de lumière sont aussi similaires : contrastes et oppositions de couleurs et de tonalités chez Soderbergh (gris pour la Terre, blanc et couleurs pour la station et Solaris),, passage d'une image en couleurs à une autre en noir et blanc chez Tarkovski. Il existe chez les deux réalisateurs une même volonté d'associer fortement l'image à l'émotion. De même, Soderbergh n'hésite pas à utiliser des procédés techniques développés par Tarkovski dans son film. Ainsi, lors de la résurrection de Rheya (après son suicide sur la station Prometheus), Soderbergh fait jouer la scène à l'envers puis fait dérouler le film lui-même à l'envers, ce qui laisse voir des mouvements étranges des corps, tout comme l'avait fait Tarkovski.
Dès lors, il serait possible de conclure que Soderbergh s'est fortement appuyé sur le film de Tarkovski en ce qui concerne l'aspect visuel du film ainsi que les effets temporels qu'il lui confère.
Par ailleurs, les deux films se caractérisent par la même lenteur méditative, la même réflexion psychologique qui en font des films lents et méditatifs : le film de Soderbergh n'offre « pas d'accélérations intempestives de l'action, peu de coups de théâtre », tandis que celui de Tarkovski est empreint de « lenteur » aux antipodes des « effets spéciaux […] de Star Wars de George Lucas ».
Contribuant à donner aux films leur lenteur méditative et mystérieuse,, les bandes originales des deux films utilisent les mêmes effets sonores. Union d'une musique aux instruments classiques et d'une musique électronique, elles sont composées respectivement par Edouard Artemiev et Cliff Martinez.
Pourtant, ici aussi, des différences fondamentales inscrivent les deux films dans deux finalités différentes. Le but de Tarkovski est de mettre l'Humanité face à elle-même et face à ce qui la dépasse, c'est-à-dire sa propre Vérité (que l'on doit comprendre au niveau individuel comme l'impossibilité de la connaissance de son intimité) et la Nature. Soderbergh le reconnaît puisqu'il indique que « la différence la plus importante entre les deux films, c'est que, dans [sa] version, on voit la relation sur Terre entre Chris Kelvin (George Clooney) et sa femme Rheya (Natascha McElhone). Comme ce passé n'est pas montré dans le film de Tarkovski (ni, d'ailleurs, dans le livre), le personnage féminin semble beaucoup plus abstrait. Alors qu['il] voulai[t] que la relation de Chris et Rheya soit au cœur du film. ». C'est ainsi que les deux films sont construits bien différemment. Soderbergh insère des flashbacks alors que Tarkovski propose deux parties distinctes (la Terre avant le départ de Kris vers Solaris, puis la vie à bord de la station - sans compter le retour ambigu sur Terre). Chez Tarkovski, ce découpage permet de faire apparaître des éléments absents chez Soderbergh : un rapport prégnant à la nature, dès les premières secondes du film, et qui se poursuit tout au long du film. Car la nature constitue le seul lien qui semble opérant entre l'Homme et Solaris.
Chez Tarkovski, la « solaristique » est importante car elle permet de placer la Nature au centre des mystères auxquels l'Homme est confronté. Il ne reste plus qu'à ce dernier à les accepter afin de pouvoir vivre en paix.
Bien que proposant une fin commune (Kris/Chris vivent l'illusion de continuer une vie désirée mais en restant à proximité de Solaris), c'est l'approche philosophique qui distingue les deux films. C'est l'Homme face à la Nature et à lui-même que nous propose Tarkovski, tandis que Soderbergh met en scène un questionnement sur l'amour et la perte de l'autre.
Ainsi, en cohérence avec la finalité de son film (le pouvoir de l'esprit et de ses limites), Tarkovski met en scène un Kris Kelvin qui effectue une démarche initiatique vers cette vérité : sa contemplation de la nature, ses gestes lorsqu'il choisit de rejoindre Solaris (le fait de brûler ses papiers, par exemple, comme on expulse une identité passée). C'est ce qui le conduit finalement à accepter de quitter Harey.
Au contraire, et en cohérence avec la finalité de son film (raconter une histoire d'amour), Soderbergh présente un héros qui ne peut se résoudre à abandonner sa femme. Aussi, le dénouement du film peut sembler heureux : le héros retourne chez lui et là, il la retrouve. Mais il doit en payer le prix, car, non seulement Chris Kelvin ne sort pas du simulacre, mais devient lui-même une composante de ce simulacre (le fait que la blessure au doigt de Chris se soigne comme par magie tend à prouver que Chris est en fait sur Solaris et non sur Terre).

#### Approche de Soderbergh
Le Solaris de Soderbergh est un « lent psychodrame méditatif » sur une histoire d'amour. C'est cette voie originale que revendique explicitement le réalisateur,. Ainsi, le film pose-t-il la question de l'amour vrai ; celui-ci ne finit-il pas par emprisonner l'autre dans le désir et le souvenir ? Ne finit-il pas par annihiler la personnalité propre de cet autre pour une personnalité fantasmée, reconstruite, irréelle ? Et soi-même, n'est-on pas que dépendance vis-à-vis de l'être aimé ? Au sortir de ce drame, le héros ne vit plus que dans son rêve, un rêve proche de l'éternel recommencement et dont seule la mort peut l'en sortir. Ces questionnements ne sont qu'anecdotiques dans le roman de Lem et le film de Tarkovski, c'est l'une des raisons qui ont fait que ce film intellectuel a pris à contre-pied le milieu du cinéma américain (et Lem lui-même, mais pour d'autres raisons). Un des liens entre le roman et son adaptation par Tarkovski tient à leur environnement politique. Créés pendant la période communiste, en Pologne pour l'un et en URSS pour l'autre, le film et le roman constituent aussi une critique voilée du système productiviste soviétique, que l'Américain Soderbergh ignore.
Chez Soderbergh donc, pas d'expérience pour mieux connaître la planète-océan, voire interagir avec elle (à part le constat par Gibarian, lors d'un flashback, que la planète soulève beaucoup de questions), juste le constat que les personnages de la station sont en danger car subissant l'apparition des êtres habitant leurs rêves. Pas ou peu de questionnements sur l'humanité de ces êtres. Chez Soderbergh, cela est tranché par Gordon qui assène à Kelvin, comme une vérité établie : « C'est une copie. Un faux-semblant qui est en train de vous faire le coup du revenez-y ! » C'est ainsi qu'elle conclut : « On est dans une situation qui dépasse la morale. ». Dans ce cadre, Chris Kelvin ne peut être entendu, ne parvenant que faiblement à contredire sa partenaire et s'enfonçant donc dans le déni.
C'est ainsi que, quoi que proposant une fin proche du film de Tarkovski (Kelvin qui choisit de ne pas repartir sur Terre), le Solaris de Soderbergh contient un but différent. Au lieu d'un homme ayant trouvé une paix quasi mystique, c'est un Kelvin toujours enfermé dans son rêve de revivre avec Rheya, et donc incapable de sortir de ses traumas qui est proposé par Soderbergh.

#### La création artistique

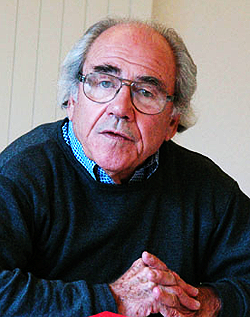
Le film appelle à se pencher sur l'œuvre de Jean Baudrillard et en particulier sur son ouvrage Simulacres et simulation.

### Autres sources d'inspiration